# Gray (eenheid)
| Veel- voud | Naam | Sym- bool |
| ---------- | ---- | --------- |
| 1          | gray | Gy        |

De gray (symbool Gy) is de SI-eenheid van hoeveelheid geabsorbeerde ioniserende straling. Een gray is gelijk aan de absorptie van een joule stralingsenergie door een kilogram materie:
1 Gy = 1 J/kg = 1 m2 s−2
In tegenstelling tot de sievert geeft de gray alleen het natuurkundige effect weer en niet het biologische effect. Om verwarring te voorkomen tussen de geabsorbeerde dosis en het dosisequivalent moet men de juiste eenheid gebruiken, namelijk gray in plaats van joule per kilogram voor de geabsorbeerde dosis en sievert in plaats van joule per kilogram voor het dosisequivalent.

## Oorsprong
De gray is genoemd naar Louis Harold Gray (1905–1965), een Britse natuurkundige die voornamelijk gewerkt heeft aan de effecten van straling op organismen. Hij was een pionier van de stralingsbiologie.

## Uitleg
De gray meet de fysische effecten van straling. De biologische effecten kunnen variëren door het type straling en het type weefsel dat bestraald wordt. De eenheid sievert probeert rekening te houden met deze variaties. Vanaf een korte blootstelling aan 0,7 gray gammastraling treedt er bijvoorbeeld stralingsziekte op. Vanaf 2,5-3,5 gray zal 50 procent van de bevolking overlijden. 10-20 gray gammastraling is dodelijk voor een mens. Dit komt overeen met 1000 joule voor een volwassen persoon, en is een minieme hoeveelheid energie, vergelijkbaar met de chemische energie in 60 milligram suiker.